# 圣奥诺雷 (滨海塞纳省)
圣奥诺雷（法語：Saint-Honoré，法語發音：[sɛ̃.t‿ɔnɔʁe] ⓘ）是法国滨海塞纳省的一个市镇，属于迪耶普区。

## 地理
圣奥诺雷（49°47'3"N, 1°9'23"E）面积3.02 平方千米，位于法国诺曼底大区滨海塞纳省，该省份为法国北部沿海省份，其西部及北部濒大西洋英吉利海峡，东起顺时针与索姆省、瓦兹省、厄尔省和卡爾瓦多斯省接壤。
与圣奥诺雷接壤的市镇（或旧市镇、城区）包括：米什当、圣富瓦、大托尔西。

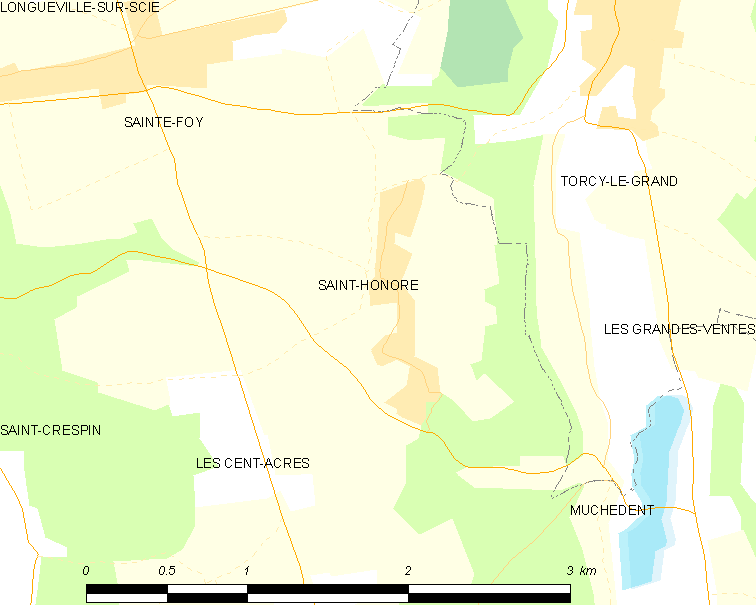
的OSM定位图

圣奥诺雷的时区为UTC+01:00、UTC+02:00（夏令时）。

## 行政
圣奥诺雷的邮政编码为76590，INSEE市镇编码为76589。

## 政治
圣奥诺雷所属的省级选区为吕讷赖县。

## 人口

1962-2008年间人口变化图示

圣奥诺雷于2022年1月1日时的人口数量为199人。